# Berings hav

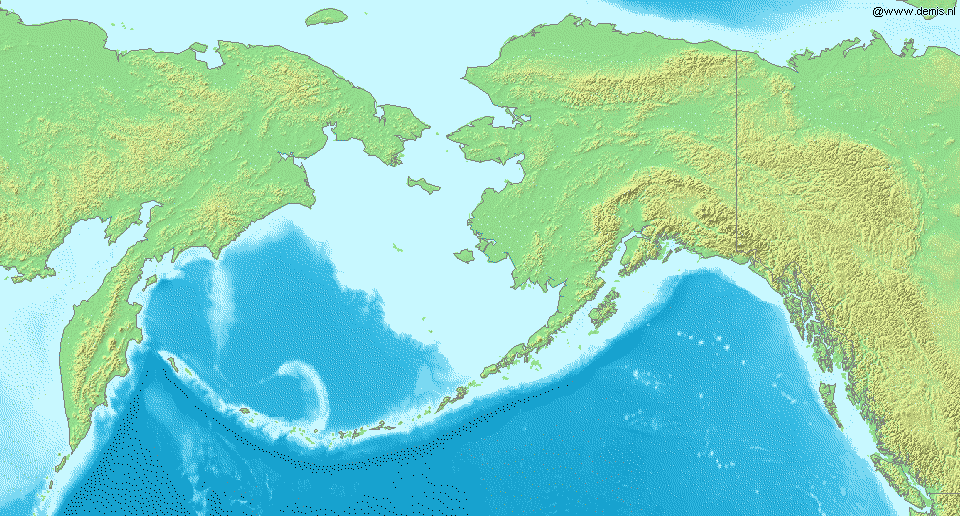
Berings hav med Kamtjatka och Alaska.

Berings hav (engelska: Bering Sea, ryska: Бе́рингово мо́ре) är Stilla havets nordligaste randhav, beläget mellan Sibirien med Kamtjatkahalvön i väst, Alaska i öst och den utifrån Alaska långsträckta ögruppen Aleuterna i syd. Berings hav är förbundet med Norra ishavet genom Berings sund i norr. Det har en yta på 2,27 miljoner kvadratkilometer. I nordöstra delen är havet grunt (maxdjup drygt 200 meter) med flera stora öar, medan i sydväst finns djup på cirka 3 500 meter. Kusterna är rika på stora vikar.
Havet är uppkallat efter Vitus Bering, en dansk-rysk upptäcktsresande, som utforskade havet 1728 och 1741.

## Historia
Under senaste istiden för cirka 10 000 år sedan fanns vid norra delen av Berings hav en genomgående landbrygga mellan Asien och Amerika med namnet Beringia. Dessutom fanns i södra delen en landbrygga från Kamtjatka till Alaska längs dagens kedja av öar. Den senare var däremot inte helt genomgående utan delad i två delar genom en gravsänka. Enligt allmänt antagna teorier flyttade Amerikas ursprungsbefolkning över dessa förbindelser till kontinenten. Vid istidens slut översvämmades området då isarna smälte, havsbottnen sjönk cirka 125 meter och området fick det utseende det har i dag.
USA köpte 1867 Alaska och Pribiloföarna från Ryssland genom det så kallade Alaskaköpet. I samband med förhandlingarna förklarade Ryssland att landet bara gör territoriellt anspråk på sina kustlinjer. USA såg chansen att förklara alla övriga delar av Berings hav för sitt territorium, något som orsakade konflikt med Kanada och Storbritannien som fiskade och jagade sälar i området. Konflikten löstes 1892 i en domstol i Paris som slog fast att USA bara har rätt till sina kustlinjer. Dessutom blev säljakten reglerad för att säkra det minskande beståndet.

## Fauna

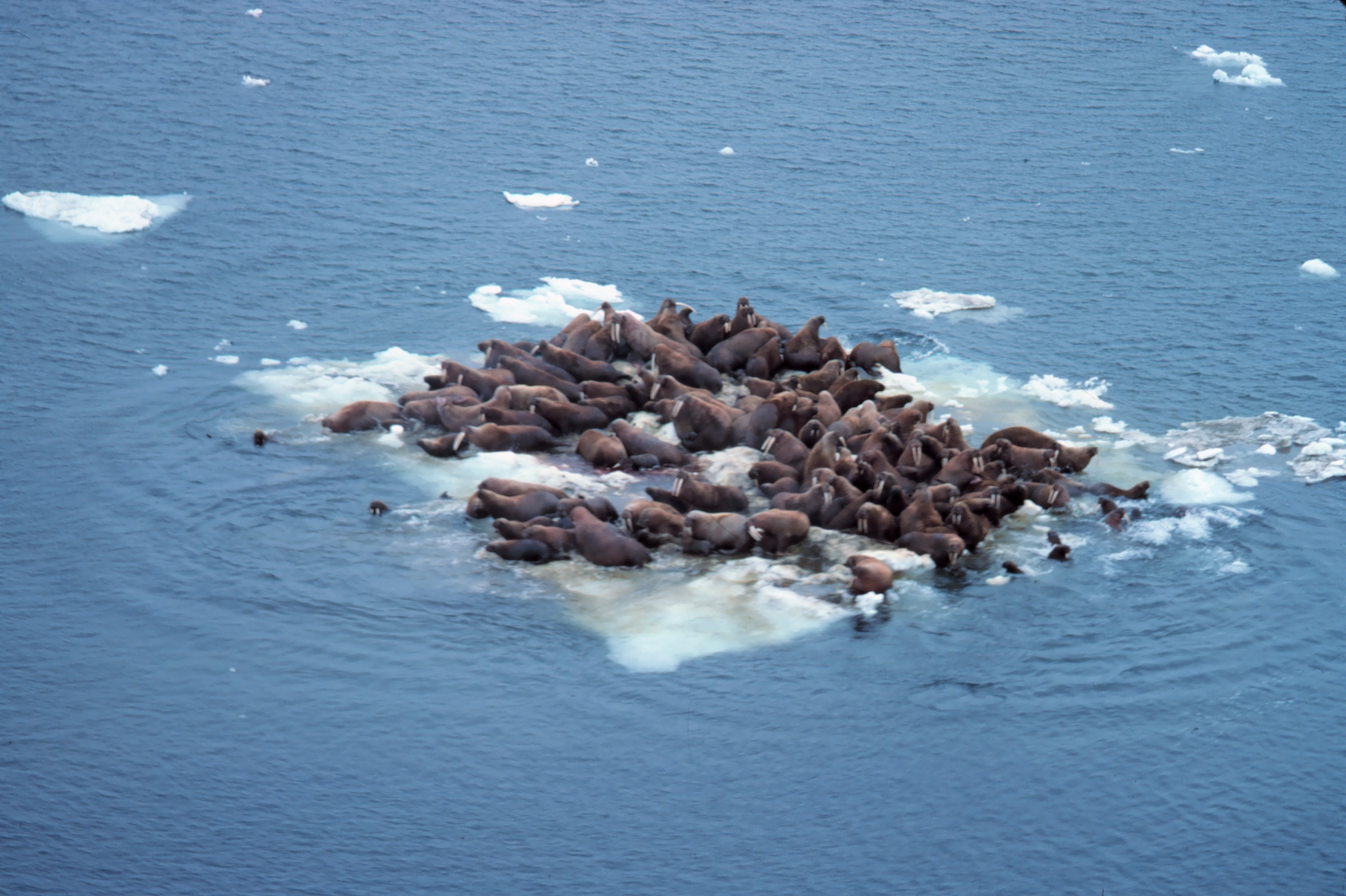
En flock valrossar i Berings hav i närheten av Alaskas kustlinje.

I Berings hav lever flera utrotningshotade valarter som grönlandsval, blåval, sillval, sejval, knölval och kaskelot, samt den mest utrotningshotade, stillahavsnordkaparen. Andra typiska havsdäggdjur som lever här är valross, Stellers sjölejon, nordlig pälssäl, vitval och späckhuggare samt, i havets norra del, isbjörn.
Havet har även större betydelse för världens havsfåglar. Här ruvar cirka 20 miljoner individer av 30 olika arter havsfåglar. Typiska arter är tofslunne (Fratercula cirrhata), gulnackad albatross (Phoebastria albatrus), glasögonejder (Somateria fischeri) och beringmås (Rissa brevirostris). Många havsfåglar är endemiska för havet.
Två arter, Stellers sjöko (Hydrodamalis gigas) och glasögonskarv (Phalacrocorax perspicillatus), är redan utdöda på grund av intensiv jakt. Dessutom dog en underart av kanadagås, Branta canadensis asiatica, ut då den jagades av människor och på grund av råttor som följde med till öarna där gåsen ruvade.
I vattnet lever ett flertal fiskar, och 419 olika arter har hittills beskrivits.